# CSI: NY (2.ª temporada)
A segunda temporada de CSI: NY originalmente foi ao ar no canal CBS nos EUA, entre setembro de 2005 e maio de 2006 com 24 episódios.
Na TV aberta do Brasil, esta temporada estreou no dia 03 de agosto de 2009, exibida pela Rede Record semanalmente às 00:15 de segunda-feira e encerrou no dia 18 de janeiro de 2010.

## Elenco
| Personagem      | Intérprete         | Episódios |
| --------------- | ------------------ | --------- |
| Mac Taylor      | Gary Sinise        | 1 a 24    |
| Stella Bonasera | Melina Kanakaredes | 1 a 24    |
| Danny Messer    | Carmine Giovinazzo | 1 a 24    |
| Aiden Burn      | Vanessa Ferlito    | 1, 2 e 23 |
| Lindsay Monroe  | Anna Belknap       | 3 a 24    |
| Sheldon Hawkes  | Hill Harper        | 1 a 24    |
| Don Flack       | Eddie Cahill       | 1 a 24    |
| Sid Hammerback  | Robert Joy         | 5 a 24    |
| Adam Ross       | A. J. Buckley      | 8 a 24    |

## Episódios
| Nº. na série | Nº. na temporada | Título                          | Dirigido por        | Escrito por                                       | Data de transmissão original | Audiência |
| --- | ---------------- | ------------------------------- | ------------------- | ------------------------------------------------- | ---------------------------- | --------- |
| 24 | 1                | "Verão na Cidade"               | David Von Ancken    | Pam Veasey                                        | 28 de setembro de 2005       | 13.30     |
| Stella e Danny investigam quando um design de joias é encontrado morto, usando um sutiã de oito milhões de dólares que ele criou, e suspeitam de uma modelo e do segurança. Aidan começa a levar o caso de estupro que ela pegou para o lado pessoal, e é determinada a impedir o homem antes que ele ataque novamente. Hawkes vai a campo pela primeira vez e analisa Mac investigando a morte de um homem que gostava de escalar arranha-céus. |                  |                                 |                     |                                                   |                              |           |
| 25 | 2                | "Homicídio na Estação Central"  | Scott Lautanen      | Zachary Reiter                                    | 5 de outubro de 2005         | 14.57     |
| Stella e Danny estão entrando no mundo das festas de carícias: eventos não sexuais onde adultos aprendem como tocar e abraçar uns aos outros. Enquanto isso, Mac, Hawkes e Flack investigam a morte de um cirurgião plástico encontrado coberto por uma solução esterilizante diante de centenas de testemunhas em uma estação de metrô. Enquanto Mac e Stella acompanham Aiden em um caso de sequestro, e, depois que ela quebra uma prova, Mac precisa tomar uma atitude drástica. |                  |                                 |                     |                                                   |                              |           |
| 26 | 3                | "Zoo York"                      | Norberto Barba      | Peter M. Lenkov & Timothy J. Lea                  | 12 de outubro de 2005        | 15.22     |
| Mac e Danny investigam a misteriosa morte de um homem atacado por tigres no zoológico do Bronx, e as evidências os leva para a embalagem de comida da vítima e também para seus pais mafiosos. Hawkes e Stella ficam com o caso de uma bela debutante encontrada morta no carrossel. |                  |                                 |                     |                                                   |                              |           |
| 27 | 4                | "Guerreiros do Escritório"      | Rob Bailey          | Andrew Lipsitz                                    | 19 de outubro de 2005        | 14.00     |
| Mac Taylor e sua equipe investigam um duplo assassinato em uma empresa de petróleo. Dr. Hawkes e o Det. Flack se unem para investigar um caso sobre um adolescente que adorava passar o tempo na frente do computador. |                  |                                 |                     |                                                   |                              |           |
| 28 | 5                | "Dançando com Peixes"           | John Peters         | Eli Talbert                                       | 26 de outubro de 2005        | 15.31     |
| Mac, Stella e o detetive Flack investigam a morte de uma jovem dançarina que aparentemente caiu do céu e atingiu um carro próximo à ponte do Queensboro. Quando o corpo de um vendedor de peixes é encontrado, Danny e o Dr. Hawkes vão até o mercado de peixes onde ele estava trabalhando e descobrem que ele foi perfurado por um peixe-espada. E Lindsay examina a morte do motorista de um bonde que foi encontrado pelos passageiros. |                  |                                 |                     |                                                   |                              |           |
| 29 | 6                | "Sangue Jovem"                  | Steven DePaul       | Timothy J. Lea                                    | 2 de novembro de 2005        | 15.70     |
| Quando um homem é encontrado morto dentro do elevador, Mac, Flack, Danny e Lindsay investigam um mundo onde jovens garotas gostam de ter encontros sexuais com rapazes muito mais velhos. Os investigadores tentam descobrir se uma pessoa é testemunha, assassina ou possível vítima. Stella e Hawkes investigam a morte de um jovem encontrado no Central Park, que morreu por causa de uma reação alérgica, e descobrem que ele pretendia ser alguém que não era. |                  |                                 |                     |                                                   |                              |           |
| 30 | 7                | "Caçada em Manhattan"           | Rob Bailey          | Elizabeth Devine, Anthony E. Zuiker & Ann Donahue | 9 de novembro de 2005        | 19.22     |
| Horatio Caine segue Henry Darius para Nova York para que ele possa manter sua promessa para um garoto em Miami, mas no momento em que ele e Mac podem capturar Darius, ele desaparece novamente, deixando para trás mais seis corpos. Uma ligação com a irmã mais nova de uma das vítimas que também foi capturada por Darius leva a um final mortal, mas Mac e Horatio logo encontram uma ligação entre Darius e sua refém, levando-os para um psiquiatra que tratou os dois. |                  |                                 |                     |                                                   |                              |           |
| 31 | 8                | "Ritmo Louco"                   | Duane Clark         | Zachary Reiter                                    | 16 de novembro de 2005       | 15.69     |
| Mac e Stella investigam o assassinato de um organizador de jogos de pôquer, depois que um dos jogadores foi pego trapaceando e expulso da partida. Enquanto isso, Danny e Hawkes seguem as pistas que os levará a resolver a morte de uma apresentadora do tempo. |                  |                                 |                     |                                                   |                              |           |
| 32 | 9                | "Cidade das Bonecas"            | Norberto Barba      | Pam Veasey                                        | 23 de novembro de 2005       | 14.52     |
| Quando o corpo de um homem é encontrado enterrado junto com partes do corpo de bonecas, Mac, Lindsay, a detetive Maka e Danny são chamados para investigar uma das mais bizarras cenas de crime que eles já viram. A equipe terá que juntar as peças e as partes das bonecas para descobrir quem matou o dono de um loja que consertava bonecas. E uma bela garçonete é encontrada morta num apartamento que recentemente lhe foi dado por um de seus chefes. |                  |                                 |                     |                                                   |                              |           |
| 33 | 10               | "Jamalot"                       | Jonathan Glassner   | Andrew Lipsitz                                    | 30 de novembro de 2005       | 15.84     |
| Mac e Stella trabalham no caso de uma patinadora profissional. Danny e Hawkes investigam o assassinato de um escritor de Nova York que estava alcançando sucesso. |                  |                                 |                     |                                                   |                              |           |
| 34 | 11               | "A Armadilha"                   | James Whitmore, Jr. | Peter M. Lenkov                                   | 14 de dezembro de 2005       | 16.49     |
| Danny e Stella encontram meios inovadores de analisar uma cena de crime enquanto Danny fica preso em um quarto do pânico com uma vítima, que era a única pessoa que conhecia o código de segurança. Enquanto um serralheiro trabalha para abrir a porta de titânio, os CSIs correm para colher as provas antes que a vítima se decomponha, e o oxigênio de Danny acabe. Enquanto isso, Mac, Dr. Hawkes e Lindsay investigam o assassinato de uma dançarina encontrada morta. |                  |                                 |                     |                                                   |                              |           |
| 35 | 12               | "Desperdício"                   | Jeff Thomas         | Pam Veasey & Bill Haynes                          | 18 de janeiro de 2006        | 15.50     |
| Mac, Danny, e o Dr. Hawkes investigam a morte de uma modelo que sofreu um colapso durante um desfile. Enquanto isso, Stella, o Detetive Flack e Lindsay investigam a confissão de um paciente em estado terminal. |                  |                                 |                     |                                                   |                              |           |
| 36 | 13               | "Risco"                         | Rob Bailey          | John Dove & Anthony E. Zuiker                     | 25 de janeiro de 2006        | 14.89     |
| Danny está voltando para casa depois de um longo turno de trabalho e encontra o corpo de Randy Williams no metrô. Mac e Lindsay chegam ao local e começam a questionar como Randy Williams morreu, e depois que eles examinam o corpo mais detalhadamente, as causas da morte se tornam ainda mais misteriosas. |                  |                                 |                     |                                                   |                              |           |
| 37 | 14               | "Preso A Você"                  | Jonathan Glassner   | Timothy J. Lea & Eli Talbert                      | 1 de fevereiro de 2006       | 16.42     |
| Um playboy milionário oferece uma festa e contrata um artista, somente para terminar preso em uma parede com uma modelo. |                  |                                 |                     |                                                   |                              |           |
| 38 | 15               | "Jogo Limpo"                    | Kevin Dowling       | Zachary Reiter & Peter M. Lenkov                  | 1 de março de 2006           | 13.76     |
| Solucionar o assassinato de um advogado assistente do distrito se mostra uma tarefa muito difícil para a equipe de CSIs. |                  |                                 |                     |                                                   |                              |           |
| 39 | 16               | "Caçada Informal"               | Norberto Barba      | Daniele Nathanson                                 | 8 de março de 2006           | 13.91     |
| Depois que o corpo de uma mulher é encontrado em uma torre de água, a equipe percebe que o prédio pode guardar um mistério maior do que eles imaginavam. |                  |                                 |                     |                                                   |                              |           |
| 40 | 17               | "Necrofilia Americana"          | Steven DePaul       | Andrew Lipsitz                                    | 22 de março de 2006          | 14.15     |
| Um garoto testemunhou a morte do curador de um museu, mas não fala nada sobre o que viu para ninguém. |                  |                                 |                     |                                                   |                              |           |
| 41 | 18               | "Viva ou Deixe Morrer"          | Rob Bailey          | Pam Veasey, Gary Sinise & Michael Daly            | 29 de março de 2006          | 14.81     |
| A vida de um paciente transplantado fica na balança conforme a equipe tenta encontrar o avião raptado que está carregando o fígado. |                  |                                 |                     |                                                   |                              |           |
| 42 | 19               | "Super-homem"                   | Steven DePaul       | Peter M. Lenkov & Pam Veasey                      | 12 de abril de 2006          | 14.14     |
| Um homem fantasiado de super-herói é encontrado morto em uma viela, depois de salvar um homem que estava sendo assaltado. Mac, Stella, e Dr. Hawkes encontram as roupas dele em uma cabine telefônica próxima. Enquanto isso, Danny e Lindsay investigam o assassinato de um jogador da NFL conhecido como "Superman". |                  |                                 |                     |                                                   |                              |           |
| 43 | 20               | "Corra em Silêncio, Cave Fundo" | Rob Bailey          | Anthony E. Zuiker                                 | 19 de abril de 2006          | 15.14     |
| Depois que a equipe é chamada para um estádio de futebol Americano para encontrar um corpo eles descobrem que a pessoa pertence à gangue Tanglewood. Eles também encontram um cigarro que de alguma forma coloca o trabalho de Danny na linha depois que ele admite que o cigarro pertencia a ele. |                  |                                 |                     |                                                   |                              |           |
| 44 | 21               | "Todo Acesso"                   | Norberto Barba      | Timothy J. Lea & Anthony E. Zuiker                | 26 de abril de 2006          | 15.23     |
| Mac e Lindsay questionam Kid Rock porque ele foi a última pessoa a ver o motorista de sua limusine vivo, quando ele é encontrado morto em uma rua antes da performance de Kid Rock em um show. |                  |                                 |                     |                                                   |                              |           |
| 45 | 22               | "Roubando a Casa"               | Oz Scott            | Zachary Reiter                                    | 3 de maio de 2006            | 14.76     |
| Duas mulheres dizem ser esposas de uma vítima de assassinato surpreendem Mac e Stella nas circunstâncias de seus relacionamentos. Ambas as mulheres se envolvem em um casamento com a vítima. Enquanto isso, Danny e Lindsay investigam o assassinato de uma jovem que é encontrada em um cais presa em algas marinhas, e está vestida como sereia. |                  |                                 |                     |                                                   |                              |           |
| 46 | 23               | "Heróis"                        | Anthony Hemingway   | Eli Talbert                                       | 10 de maio de 2006           | 15.16     |
| Mack e Danny encontram o corpo de um marinheiro, mas a causa de sua morte é incerta. Eles encontram uma gota de sangue na roupa da vítima e sinais de violência, e ambos questionam porque o marinheiro não lutou por sua vida. Stella, Lindsay, e Dr. Hawkes estão ocupados investigando um corpo que eles acreditam ser de Charles Wright. Um pequeno problema surge quando Sid confirma que o corpo não é de Charles Wright, e sim de uma mulher. Sheldon então cuidadosamente faz a reconstrução facial do crânio para descobrir a identidade da vítima, e tem um resultado surpreendente. |                  |                                 |                     |                                                   |                              |           |
| 47 | 24               | "Apostas"                       | Rob Bailey          | Timothy J. Lea                                    | 17 de maio de 2006           | 13.23     |
| Mac Taylor precisa come precisa descobrir como um marinheiro morreu em Beirute no ano de 1983. A equipe também precisa ficar um passo adiante de um homem com uma bomba. |                  |                                 |                     |                                                   |                              |           |